# 魔女術の発見

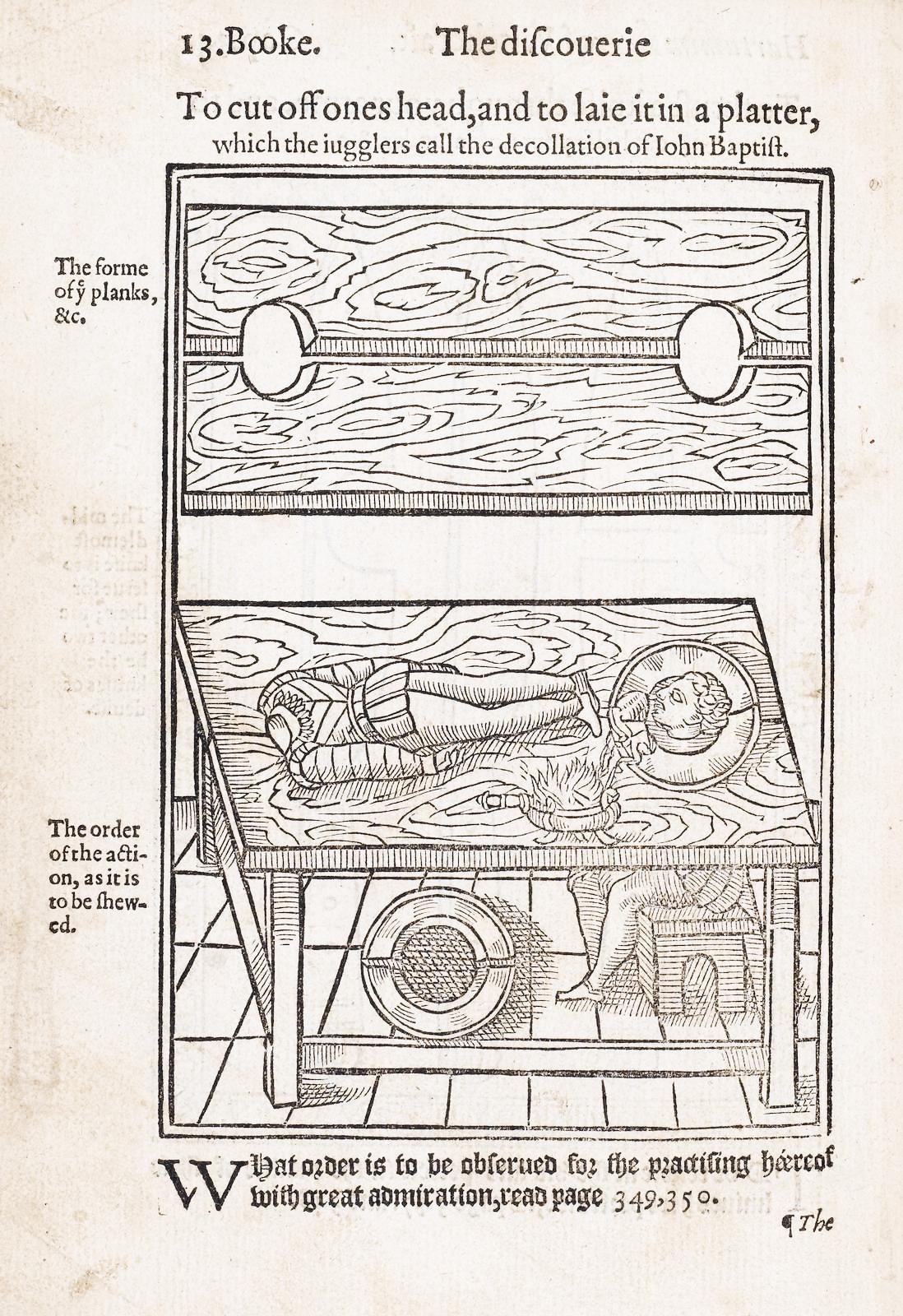
「洗礼者ヨハネの斬首」（Decollation of John Baptist）と呼ばれる人体切断イリュージョンのトリックの説明図。

『魔女術の発見』（まじょじゅつのはっけん、The Discoverie of Witchcraft）は、1584年にイギリスのジェントルマンであるレジナルド・スコットによって書かれた部分的に懐疑主義な本であり、近世のウィッチクラフトの開示を目的としている。この作品は、一般人がどのように山師に騙されたかを示すことを目的とした、小さな節を含む。これは、手品または奇術に関する最初の出版物と考えられている。
題名は、日本語では『妖術の開示』、『魔術の暴露』等とも訳される。
スコットは、魔女術で告発された人々の起訴は不合理であると考え、キリスト教ではなくカトリック教会に責任を負わせた。写本は全て、1603年にジェームズ1世が即位した時に焚書されたと一般的に考えられていた。